# Fülekkovácsi
Fülekkovácsi (szlovákul: Fiľakovské Kováče) község Szlovákiában, a Besztercebányai kerületben, a Losonci járásban. A Novohrad-Nógrád UNESCO Globális Geopark települése.

## Fekvése
Fülektől 4 km-re északnyugatra fekszik. Fülekkelecsény tartozik hozzá.

## Története
1246-ban "Cuach" alakban említik először. 1295-ben "Koachy", 1454-ben "Kowachy" néven említik. A füleki váruradalom része volt. 1548-ben elpusztíotta a török, de a 17. században újra benépesítették. 1828-ban 37 házában 325 lakos élt, akik főként mezőgazdasággal foglalkoztak.
Vályi András szerint „Fülek. És Szécsén Kovácsi. Két magyar falu Nógrád Várm. földes Urai több Uraságok, az fekszik Fülekhez, ez Varbóhoz nem meszsze, mellynek filiája, lakosai katolikusok, és más félék, határbéli földgyeik közép termékenységűek, vagyonnyaik külömbfélék.”
Fényes Elek szerint „Fülek-Kovácsi, magyar falu, Nógrád vmegyében, 302 kath. lak. Rétjei az Ipoly mentében jók volnának, ha ez, és a Kölcsér vize néha be nem iszapolnák. F. u. a füleki uradalom.” 
A trianoni békeszerződésig területe Nógrád vármegye Füleki járásához tartozott. 1938 és 1944 között újra Magyarország része volt. 1941-ben Fülekkelecsényt csatolták hozzá.

## Falurészek

### Fülekkovácsi(Fiľakovské Kováče)
1246-ban Cuach, 1295-ben Koachy, 1454-ben Kowachy, 1773-ban Fülek-kovacsy, Filakowska Kowaczy, 1786-ban Fülek-Kovaschy, 1808-ban Fülek-Kovácsi, 1863–1913 és 1938–1945 között Fülekkovácsi, 1920-ban Kováčovce, 1927–1938 között és 1945 óta Fiľakovské Kováče, Fülekkovácsi.
A falu a füleki uradalomhoz tartozott. 1548-ban feldúlták a törökök, a 17. században ismét benépesült. 1784-ben 34 háza és 309 lakosa volt, mezőgazdasággal foglalkoztak az emberek. 1991-ben már 835-en lakták.

### Fülekkelecsény(Fiľakovské Kľačany)
1482-ben Kerechen, 1773-ban Fülek-kelecsény, Filakowsky Klecžan, 1786-ban Fülek-Kelecschén, Filakowsky Klačan, 1808-ban Fülek-kelecsény, Klačanky, 1863–1913 és 1938–1944 között Fülekkelecsény volt a település neve.

### Kurtány (Kurtáň)
1246-ban Cutran, több család tulajdonában állt. A 17. századig önálló település. 1828-ban 88 lakták 9 házát. A falu pecsétje: eke, kalapács, három kalász. Körírás: Sigillum Kovács Kalu Pecsétye.

## Népessége
| Év:            | 1994. | 2004.   | 2014.   | 2024.   |
| -------------- | ----- | ------- | ------- | ------- |
| Emberek száma: | 880   | 898     | 915     | 918     |
| Eltérés:       |       | +2,04 % | +1,89 % | +0,32 % |

| Év:            | 2023. | 2024.   |
| -------------- | ----- | ------- |
| Emberek száma: | 904   | 918     |
| Eltérés:       |       | +1,54 % |

1910-ben Fülekkovácsi 541 lakosa mind magyar anyanyelvű volt.
1930-ban Fülekkelecsényen 52 magyar és 43 csehszlovák nemzetiségű élt.
2001-ben 898 lakosából 494 magyar és 348 szlovák volt.
2011-ben 908 lakosából 421 magyar, 368 szlovák és 76 cigány volt.
2021-ben 909 lakosából 437 (+17) magyar, 455 (+11) szlovák, 1 (+5) cigány, 3 egyéb és 13 ismeretlen nemzetiségű volt.

## Neves személyek
- Itt született Mocsáry Lajos (1826–1916) magyar közíró, politikus, országgyűlési képviselő, a 19. századi függetlenségi politika kiemelkedő alakja.

## Nevezetességei

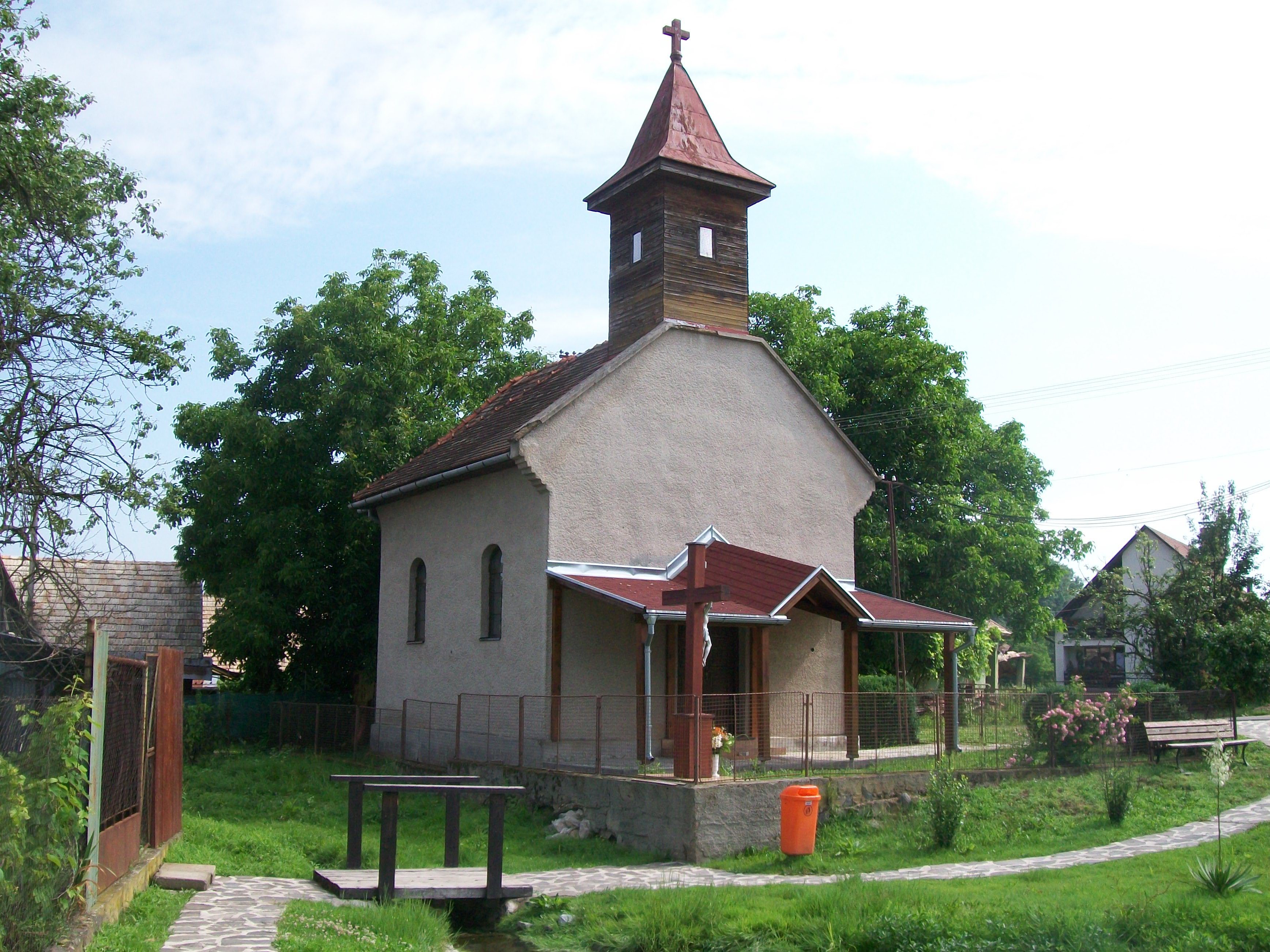
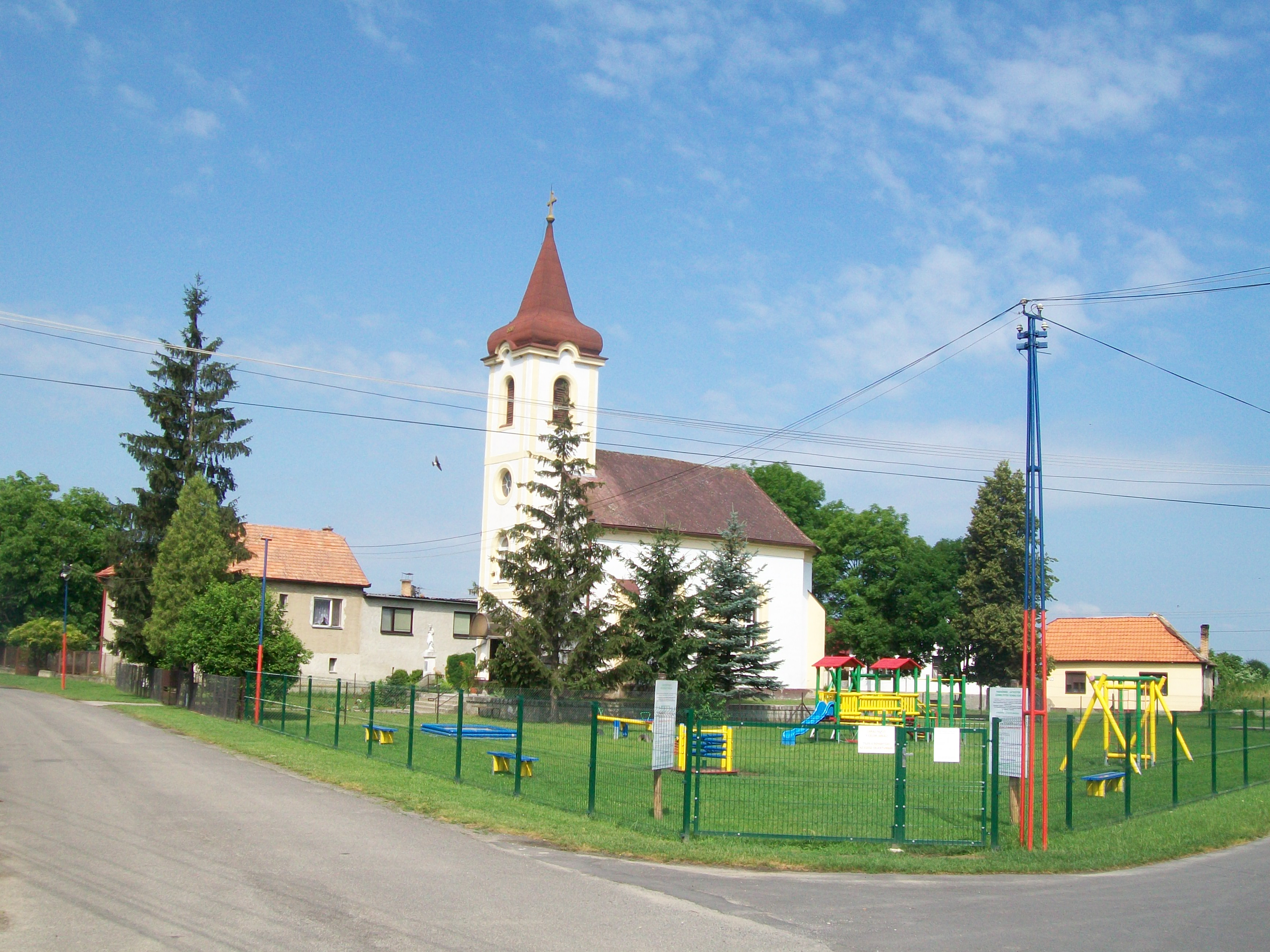

- Szent Lászlónak szentelt római katolikus templomát 1899-ben emelték, a régebbi templom alapjain.
- Barokk kápolnája a 18. század közepén épült.

## Külső hivatkozások
- Községinfó
- Fülekkovácsi Szlovákia térképén Archiválva 2007. április 30-i dátummal a Wayback Machine-ben
- A Novohrad-Nógrád UNESCO Globális Geopark települései